# Tipula (Eumicrotipula) monilifera
Tipula (Eumicrotipula) monilifera is een tweevleugelige uit de familie langpootmuggen (Tipulidae). De soort komt voor in het Neotropisch gebied.